# Mattias Saari
Mattias Saari, född 15 september 1994, är en svensk f.d. ishockeyspelare. Saari debuterade i Elitserien när han spelade för Timrå IK under säsongen 2012-2013.